# SingStar '80s
O SingStar '80s é um jogo de karaoke da PlayStation 2 publicado pela SCEE (Sony Computer Entertainment Europe) e desenvolvido também pela SCEE e pelo London Studio. É o quarto jogo da série SingStar e, tal como o SingStar original, é vendido como apenas o software do jogo, ou acompanhado com um par de microfones, um vermelho e um azul. É compatível com a câmara EyeToy, o que permite aos jogadores verem-se a si próprios enquanto estão a cantar.

## O Jogo
O SingStar '80s é um popular jogo de karaoke onde os jogadores cantam canções que aparecem em forma de videoclipes dos anos 80 de forma a ganharem pontos. A interacção com a PlayStation 2 é feita através dos microfones USB, enquanto o videoclipe passa no ecrã com a letra da música a surgir em rodapé. O SingStar '80s liga a voz do jogador à voz da canção original, concedendo pontos consoante a precisão do jogador. Geralmente, dois jogadores competem simultaneamente, embora em alguns modos do SingStar '80s possam participar mais jogadores ou até mesmo só um jogador no modo Cantar a Solo.
O SingStar '80s possui o primeiro conjunto de 30 canções originais e totalmente clássicas específicas da época dos anos 80. Recriando o estilo retro que definiu essa época, o SingStar ‘80s traz de volta a década de 1980 com uma introdução bem ao estilo dos anos 80, um esquema de cores retro e videoclipes que surgiram nos primórdios da televisão dedicada à música.
Podem jogar até oito jogadores no modo Pass The Mic (Passa o Microfone) do SingStar '80s, onde equipas de jogadores se enfrentam numa série de desafios de canto.
Ao contrário do jogo SingStar original, o SingStar '80s e os restantes abandonaram o modo de carreira Single Player a favor dos modos Multi Player.

### Modos
- Cantar a Solo – modo onde o jogador pode treinar sozinho, diferente do modo carreira do SingStar original
- Dueto Colaborativo – dueto para dois jogadores, onde os resultados finais serão contabilizados em conjunto
- Modo Batalha – modo para dois jogadores, a cantar juntos ou em dueto
- Passa o Microfone – jogos multi player, ideal para festas
- Sing-Song – uma versão do jogo dos anos 80 Pong, onde as barras verticais que tocam na bola são mexidas para cima e para baixo consoante o tom de voz alto ou baixo do jogador. Nele participam apenas dois jogadores

### Canções

#### Versão Internacional
| Artista(s)                | Título da Canção                  |
| ------------------------- | --------------------------------- |
| Alice Cooper              | Poison                            |
| Belinda Carlisle          | Heaven Is A Place On Earth        |
| Billy Joel                | Uptown Girl                       |
| Blondie                   | Atomic                            |
| Culture Club              | Karma Chameleon                   |
| Dexys Midnight Runners    | Come On Eileen                    |
| Dolly Parton              | Nine To Five                      |
| Duran Duran               | Rio                               |
| Erasure                   | A Little Respect                  |
| Europe                    | The Final Countdown               |
| Fairground Attraction     | Perfect                           |
| Foreigner                 | I Want To Know What Love Is       |
| Frankie Goes to Hollywood | The Power of Love                 |
| Kate Bush                 | Running Up That Hill              |
| Katrina And The Waves     | Walking on Sunshine               |
| Madness                   | Our House                         |
| Madonna                   | Material Girl                     |
| Marillion                 | Kayleigh                          |
| Nena                      | 99 Red Balloons                   |
| Run DMC                   | It's Tricky                       |
| Simple Minds              | Don't You (Forget About Me)       |
| Soft Cell                 | Tainted Love                      |
| Starship                  | We Built This City                |
| Survivor                  | Eye Of The Tiger                  |
| Tears For Fears           | Everybody Wants to Rule the World |
| The Cure                  | Just Like Heaven                  |
| The Pretenders            | Brass In Pocket                   |
| Tina Turner               | Simply The Best                   |
| Vanilla Ice               | Ice Ice Baby                      |
| Wham!                     | Wake Me Up Before You Go Go       |
| Aletisdale                | Just Like That                    |